# Bezmiara Kadin
Bezmiara Kadin (turco ottomano: بزم آرا قادین, lett. "ornamento della festa"; Circassia, ... – Istanbul, 1909), anche nota come Bezmican Kadın e Bezmi Kadın, è stata la seconda moglie legale del sultano ottomano Abdülmecid I.

## Origini
Di origini circasse, Bezmiara (o Bezmican o Bezmi) fu adottata da neonata da Fatma Zehra Mısırlı Hanim, figlia di Mehmed Arif Pasha e nipote del gran visir Halil Hamid Pasha; moglie di Ismail Kamil Paşah, figlio di Mehmet Ali d'Egitto.  
Visse inizialmente a Il Cairo e, dopo la morte del padre adottivo, a Istanbul, nel palazzo Halil Hamid Pasha situato a Akıntiburnu.  
Nel 1847, sua madre la presentò alla corte del sultano ottomano Abdülmecid I, dove si esibì suonando il pianoforte. 

## Consorte imperiale
Incantato da lei, dopo averla vista a casa di Mısırlı, Abdülmecid I la chiese in moglie. Essendo una donna ottomana libera, la sposò legalmente, facendone la sua seconda moglie legale dopo Rahime Perestu Kadın. Si racconta che inizialmente Bezmiara rifiutò la proposta, ma alla fine la pressione fu troppa e accettò. 
Inizialmente le venne dato il rango di "Quinta Ikbal", con il titolo di Bezmiara Hanim. Nel 1848, nel 1850 e nel 1853 venne elevata a Quarta, Terza e Prima Ikbal (BaşIkbal). Infine, nel 1854, le venne conferito il rango onorario di "Quinta Kadın", acquisendo il titolo di Bezmiara Kadin.  
Diede al sultano una figlia morta neonata. 
Abdülmecid amava e stimava Bezmiara, ma la sua personalità forte non le permise di adattarsi alla struttura rigida dell'harem e nel 1859 Abdülmecid le accordò il divorzio. Fu l'unico sultano a divorziare durante il suo regno e Bezmiara la prima donna a lasciare un membro della dinastia. 

## Secondo matrimonio
Nonostante nell'accordo di divorzio fosse stato imposto a Bezmiara di non risposarsi prima della morte di Abdülmecid, in quanto sarebbe altrimenti stato un insulto al sultano, meno di un anno dopo Bezmiara sposò un certo Tefik Paşah, da cui ebbe una figlia. 
Malgrado il governo spingesse Abdülmecid a punirla, lui non lo fece, regalandole invece una villa di proprietà della Corona, ma nel 1861, alla sua morte, il nuovo sultano, il suo fratellastro Abdülaziz, ordinò ai due di trasferirsi a Bursa.  
Bezmiara e Tefik divorziarono nel 1863, poco dopo la nascita della figlia, e Tefik fu giustiziato nel 1865 da Abdülaziz. 

## Terzo matrimonio
Dopo il secondo divorzio, Bezmiara sposò a Bursa Uzun Ahmed Bey. I due divorziarono dopo qualche anno.  
Bezmiara rientrò infine a Istanbul, dove ebbe una vita travagliata fino al 1909, quando morì. 

## Discendenza
Da Abdülmecid I, Bezmiara ebbe una figlia:
- Mukbile Sultan (9 febbraio 1850 - 25 febbraio 1850). Nata al Palazzo di Çırağan, sepolta nella Yeni Cami.

Da Tefik Paşah, Bezmiara ebbe una figlia:
- Emine Cavidan Hanım (28 ottobre 1862 - ?). Sposò in prime nozze, nel 1886, Şehzade Selim Süleyman, figlio di Abdülmecid I; dopo il divorzio, sposò in seconde nozze, il 2 febbraio 1891, il principe Hüseyin Bey d'Egitto; rimasta vedova, sposò in terze nozze, nel 1898, Osman Paşah.

## Cultura popolare
- Bezmiara è un personaggio del  romanzo storico del 2009 di Hıfzı Topuz, Abdülmecit: İmparatorluk Çökerken Sarayda 22 Yıl: Roman.